# Hubert Wolfs
Hubert Wolfs  (Mechelen 1899 - 1937) was een Vlaams kunstschilder.
Hubert Wolfs oefende het beroep uit van schoenlapper en uurwerkhersteller. Als kunstschilder was hij autodidact. Zijn talent werd opgemerkt door zijn Mechelse stadsgenoot kunstschilder Prosper De Troyer, die hem steunde. Zo bracht hij Wolfs in contact met Paul Van Ostaijen en kunstschilder Jozef Peeters, die hem uitnodigde tot deelname aan de tentoonstelling van het ‘Tweede Congres voor Moderne Kunst' te Antwerpen in 1922. In datzelfde jaar werd werk van Hubert Wolfs eveneens opgenomen in de ‘Erste Internationale Kunstausstellung’ in Düsseldorf.
Hubert Wolfs wordt gerekend tot de eerste Belgische abstracten. Zijn werk vertoont tevens expressionistische en surreële kenmerken.
Hij overlijdt op 38-jarige leeftijd. In 1965 heeft in zijn geboortestad Mechelen een retrospectieve plaats.
In 2012 wordt door het MuHKA werk van Wolfs tentoongesteld in 'Lonely at the top: hommage aan de eerste abstracte schilders in België’; in  2013 door het Museum voor Schone Kunsten van Gent bij de overzichtstentoonstelling van 'Modernisme - Belgische abstracte kunst en Europa (1912-1930)'.

Werk van Hubert Wolfs bevindt zich in Belgische musea en privéverzamelingen.

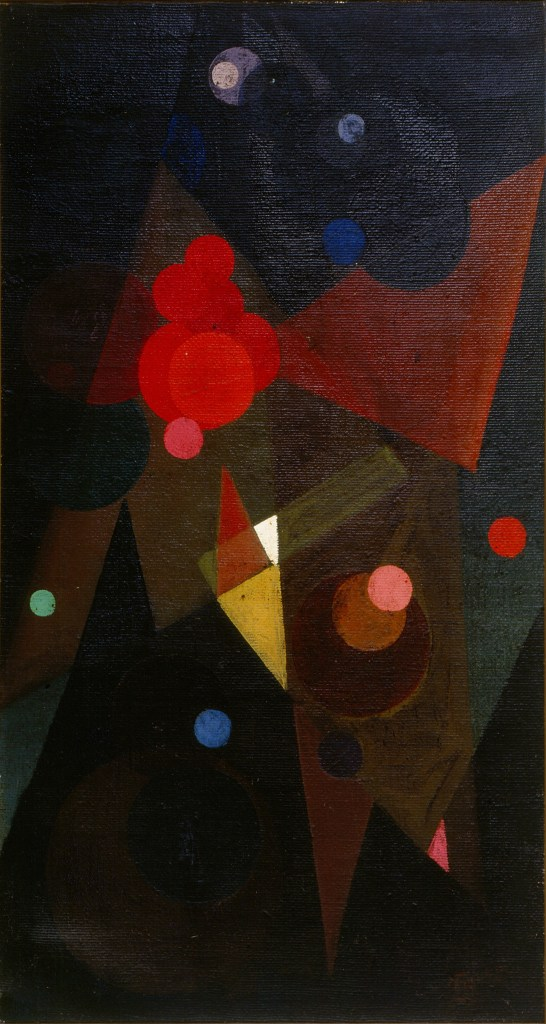
Compositie, 1924. Mu.ZEE
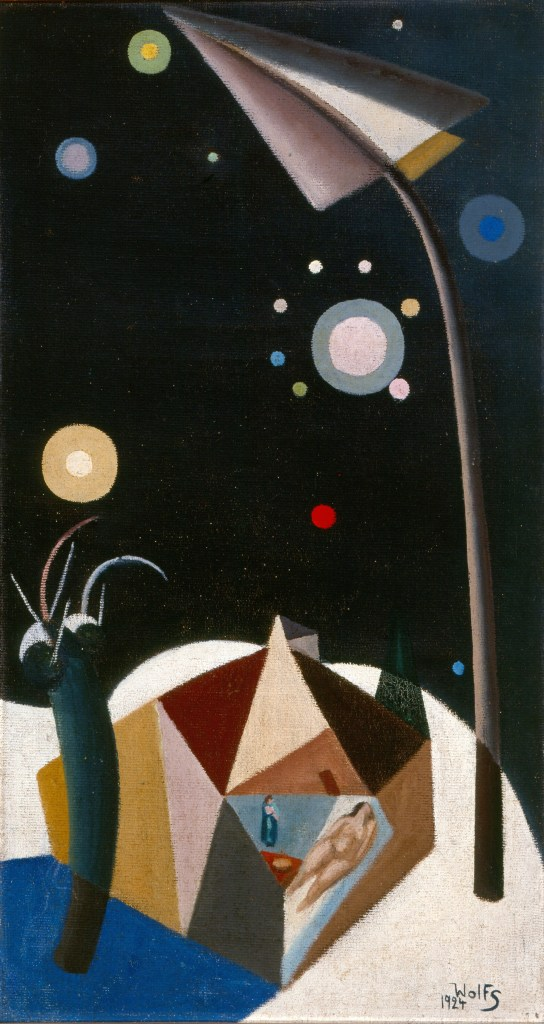
De geboorte, 1924. Mu.ZEE
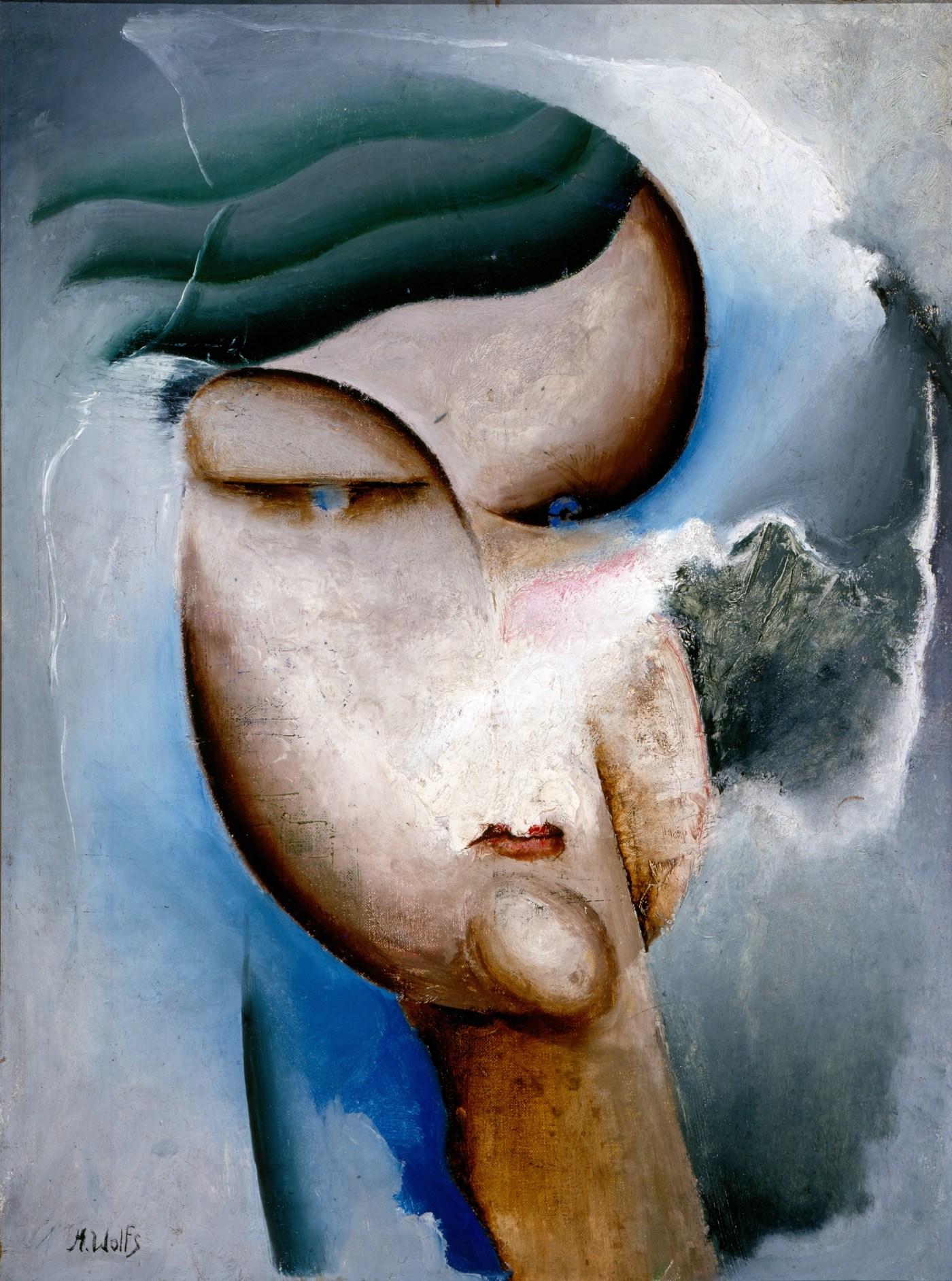
Hoofd, 1925. Mu.ZEE
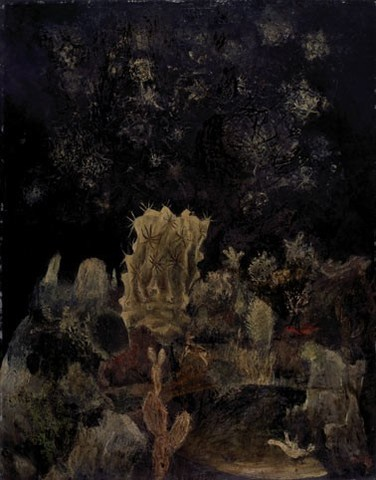
Cactustuin, ongedateerd. Museum voor Schone Kunsten Gent
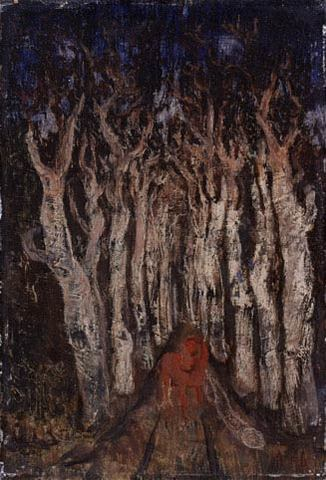
Dreef met paard, ongedateerd. Museum voor Schone Kunsten Gent